# Poecilopsyche dhritarashtra
Poecilopsyche dhritarashtra är en nattsländeart som beskrevs av Schmid 1968. Poecilopsyche dhritarashtra ingår i släktet Poecilopsyche och familjen långhornssländor. Inga underarter finns listade i Catalogue of Life.